# El Diario de Santander
El Diario de Santander fue una publicación diaria santanderina fundado en 1849, por Herrera San Martín. Dejó de publicarse a finales de ese mismo año.
El Diario de Santander fue la primera publicación diaria aparecida en Cantabria (hasta entonces solo habían aparecido publicaciones semanales como El Montañés). Su primer número data de la primavera de 1849, concretamente del 1 de junio. Sin dar noticias políticas, sus contenidos giraron más hacia temas prácticos y curiosidades, siendo repartido a domicilio a sus suscriptores.
El pionero de las publicaciones diarias cántabras dejó de editarse en diciembre de 1849, sin cumplir un año de vida o reconocimiento nacional.